# Biskupice Podgórne
Biskupice Podgórne (niem. Bischwitz am Berge) – wieś w Polsce położona w województwie dolnośląskim, w powiecie wrocławskim, w gminie Kobierzyce.

## Podział administracyjny
W latach 1975–1998 miejscowość administracyjnie należała do województwa wrocławskiego.

## Nazwa
Nazwa pierwotnie notowana: w roku 1155 jako Biscopici, w roku 1203 Biscupichi, w roku 1245 Biscupici, w roku 1313 Biscopiz, w roku 1317 Pischopicz, w roku 1360 Biscopicz, w roku 1388 Bischkupicz oraz w roku 1667 Bischkowitz.
Niemiecki językoznawca Paul Hefftner wywodzi bezpośrednio nazwę od polskiego określenia biskupa – „vom poln. biskup = episcopus Bischof”.
Niemcy zgermanizowali nazwę miejscowości na Bischwitz am Berge, którą nosiła do roku 1937 kiedy to w III Rzeszy ze względu na polskie pochodzenie została przez nazistów zmieniona na nową, całkowicie niemiecką – Linden am Berge, którą nosiła do roku 1945. Po zakończeniu II wojny światowej polska administracja powróciła do nazwy pierwotnej wywodzącej się ze średniowiecza.

## Zabytki
Do wojewódzkiego rejestru zabytków wpisane są:
- zespół pałacowy:
  - pałac, barokowy z pierwszej połowy XVIII wieku, przebudowany i powiększony w XIX wieku. W latach 90. XX wieku trafił ponownie w ręce prywatne i został skrupulatnie odnowiony i odrestaurowany
  - park, z 1870 r.
- dwór, z połowy XVIII w., przebudowany w początkach XX w.

## Gospodarka

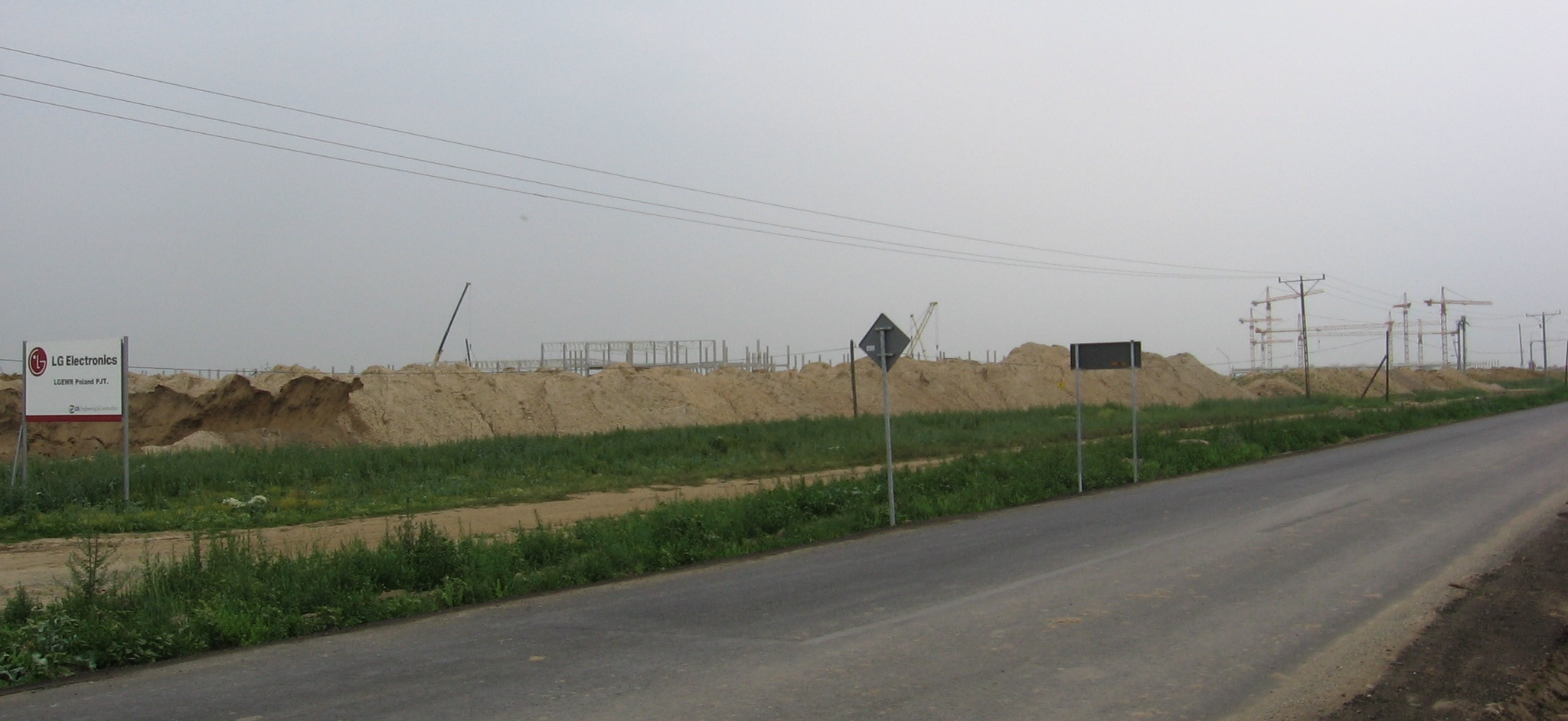
Budowa fabryki LG

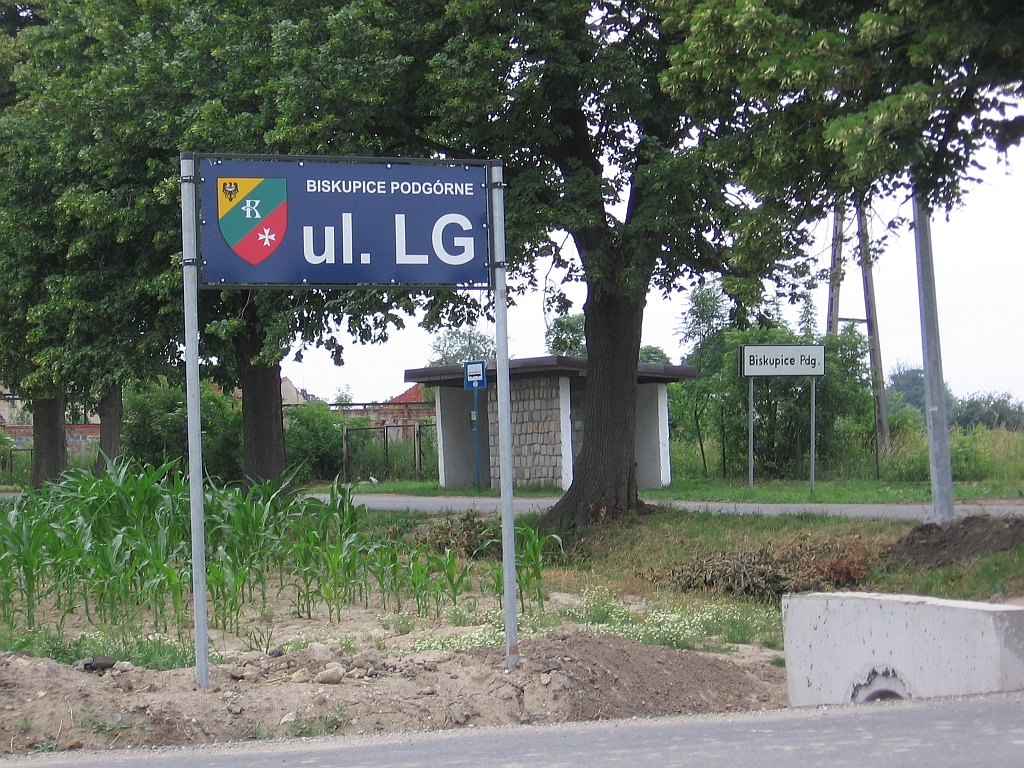
Ulica LG

Na skraju wsi, na blisko 300-hektarowej działce, od roku 2005 budowana była wielka fabryka ekranów ciekłokrystalicznych oraz sprzętu AGD holendersko-koreańskiego koncernu Philips-LG. Inwestycja kosztowała ponad 0,5 mld dolarów amerykańskich, a wraz z przedsięwzięciami towarzyszącymi – ponad 1 mld.
3 listopada 2006 Toshiba Corporation wmurowała kamień węgielny pod budowę fabryki monitorów ciekłokrystalicznych. W roku 2013 tajwański Compal Electronics Europe sp. z o.o. kupił fabrykę od Toshiby. W 2016 roku, turecki koncern Vestel Ticaret A.Ş odkupił fabrykę od Compal Electronics Europe.
W 2016 firma Industrias Alegre rozpoczęła budowę fabryki produkującej części samochodowe.
W 2017 LG ogłosiło iż będzie produkować w Biskupicach Podgórnych baterie do samochodów elektrycznych. Inwestycja ma kosztować 1,3 mld zł.